# María José Besora
María José Besora Villanueva (Algezares, 12 maggio 1977) è una modella spagnola, eletta Miss Spagna nel 1998.
María José Besora fu incoronata Miss Spagna il 1º marzo 1998 presso il centro de exposiciones di Roquetas de Mar (Almería). In seguito al titolo partecipò anche a Miss Universo 1998 e lavorò per moda e pubblicità.